# Fadhila Chebbi
Pour les articles homonymes, voir Chebbi.
Fadhila Chebbi (arabe : فضيلة الشابي), née le 24 janvier 1946 à Tozeur, est une poétesse et romancière tunisienne d'expression arabe. Elle écrit dans plusieurs genres comme la poésie, le roman, la nouvelle et les livres pour enfants. Les notions majeures que l'on retrouve dans sa poésie sont la métaphore mystique, la dialectique du vide et de la matière et la relation à l'univers.

## Biographie
Née dans une famille zitounienne, fille d'Ahmed Ben Brahim Chebbi, Fadhila est la cousine du poète Abou el Kacem Chebbi. Diplômée de langue et littérature arabes en 1971 à la faculté des sciences humaines et sociales de Tunis et professeur d'arabe durant plus de trente ans, elle se consacre à la littérature à partir de 1988. Elle a semble-t-il été influencée à ses débuts par l'idéologie du parti Baas.
Dans les années 1970, elle fonde avec Tahar Hammami et Habib Zannad un mouvement littéraire, Fi ghayr al-amoudi wal-hurr (Poésie autre que métrique et libre),, dont elle était la seule femme. Son premier recueil, où elle est la première poétesse à sortir de la métrique classique, s'intitule Parfums de terre et de colère (publié en 1973 à Beyrouth).
En 1984, elle reçoit le prix Wallada de poésie, décerné par l'Institut hispano-arabe de culture à Madrid, pour son recueil de poèmes Des nuits aux lourdes cloches (Allayali dhat el ajrass athaqila), mais n'a pas pu obtenir le renouvellement de son passeport pour aller le recevoir,.
En 1991, elle publie un petit livre en arabe dialectal, Tigelles (Chamârîkh) et Les Jardins géométriques. En 1998, elle reçoit pour Miyah nesbiyya le prix Zoubeida Bchir pour la création littéraire en langue arabe, décerné par le Centre de recherches, d'études, de documentation et d'information sur la femme, et le reçoit à nouveau en 2009 pour son recueil Bourouk El Mata. En 1999, elle publie Al Of'ouan, qu'elle réédite en 2001.
En 2000, elle publie son deuxième roman, L'Arpenteur des heures absentes (Tasalluq al-sâ'ât al-ghâ'iba), ce qui constitue son dixième ouvrage au total,. Elle reçoit en 2002 le Prix de la Foire du livre pour enfants pour Hayyi sayyad el achi'aa. Elle publie en 2003 Tafattouq el hijara et, en 2009, un recueil de nouvelles intitulé Anissat ez-zaman el mouareb et une deuxième édition de son ensemble poétique de 2008, Assou'al fajroun youssafer. Elle écrit aussi Le Poète, le monde et la rose.
Son poème L'Épopée, écrit à l'époque de la révolution de 2011, rend hommage à Mohamed Bouazizi. Dans son recueil Foyer du vent (Manzilou arrih), elle évoque des thèmes comme la liberté et la justice. 
Fadhila Chebbi traite aussi de la question du féminin, mais d'une façon qui lui est particulière, à la fois sensualiste et métaphysique, notamment dans des textes en prose, tel Al-ismou wa-l-hadhidh dont un extrait inspiré de l'expérience de l'accouchement a été traduit en français par Inès Horchani sous le titre L'écartement rouge, ou dans des textes en vers libres, comme Où s'est-elle cachée ? qui décrit l'être-au-monde féminin, entre apparition et disparition, anéantissement mystique et énergie sexuelle.
En 2013, elle publie ses œuvres complètes en cinq tomes chez Dar M'hamed Ali El Hammi ; les deux premiers tomes rassemblent de la poésie en arabe littéraire, le troisième de la poésie en arabe tunisien, le quatrième des contes pour enfants et un dernier de la narration.
Elle est invitée à lire sa poésie dans des festivals et conférences littéraires dans tout le monde arabe, mais aussi à Paris, en Espagne et en Italie. Ses œuvres sont traduites en plusieurs langues, en particulier en français et en anglais.
Sa poésie, déjà célébrée dans l'ensemble du monde arabophone, commence à se faire entendre en Occident grâce à ses traductions et à être reconnue comme une voix « puissante, singulière, mystérieuse ».

## Publications
- Parfums de terre et de colère (1973)
- Tigelles (1991)
- L'Arpenteur des heures absentes (2000)